# Vídeňská škola fantastického realismu

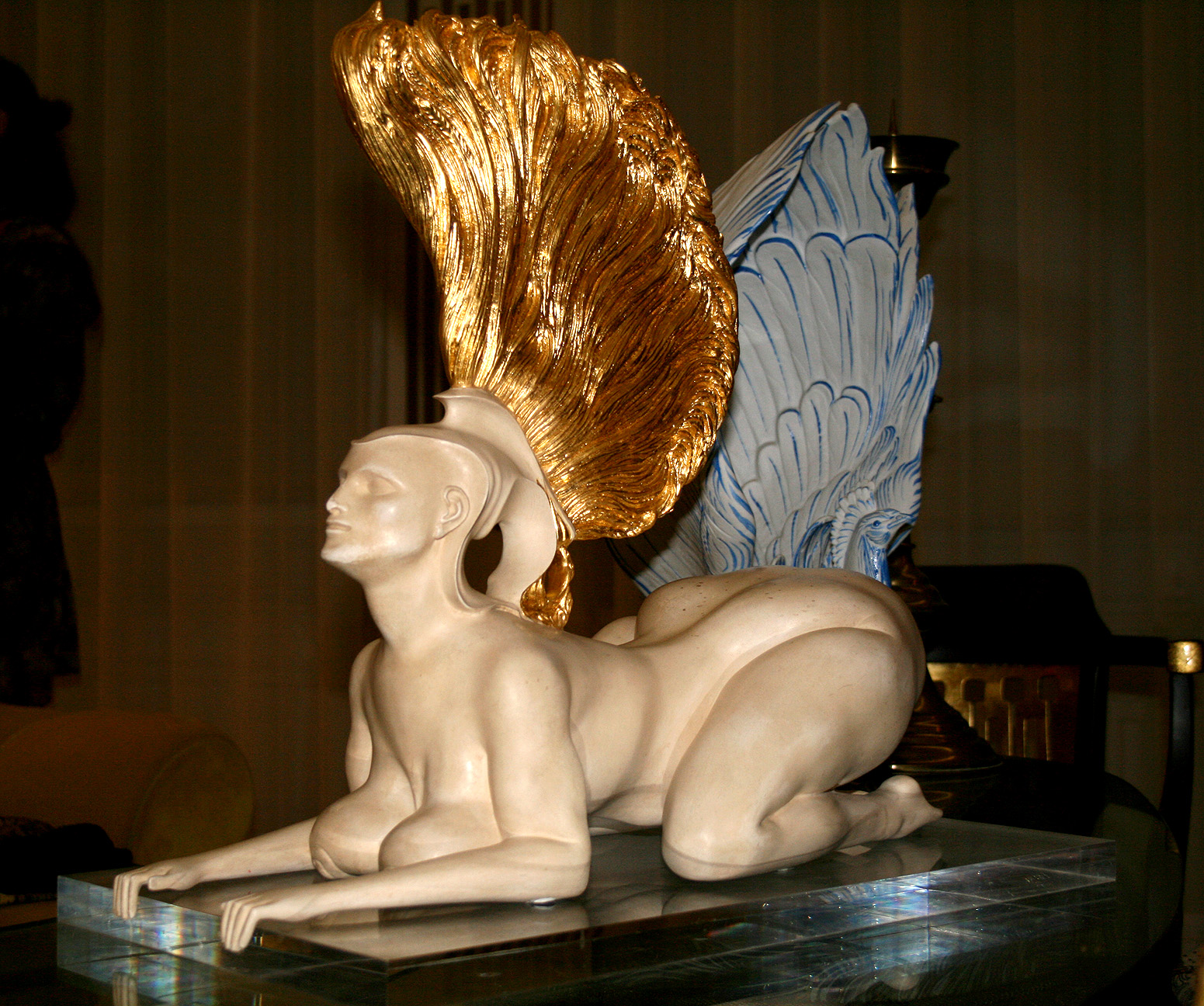
Socha Ernsta Fuchse Ur-Sphinx

Vídeňská škola fantastického (nebo fantaskního, fantazijního) realismu (německy: Wiener Schule des Phantastischen Realismus) byla rakouská umělecká skupina založená roku 1946 žáky Alberta Parise Gütersloha na Akademii výtvarných umění ve Vídni. Jejím posléze nejznámějším představitelem byl Ernst Fuchs. K dalším členům skupiny patřili Arik Brauer, Helmut Leherb, Wolfgang Hutter a Anton Lehmden. Rozhodli se ve svých obrazech ctít řemeslné techniky starých malířských mistrů, zejména nizozemských. Dalším typickým rysem byla záliba v ezoterismu, religiozitě a jungovské psychologii. Hnutí mělo jisté vazby i na surrealismus, zejména přes Edgara Janého, který patřil do Bretonovy skupiny.